# Сиров Валерій Михайлович
Валерій Михайлович Сиров (1 вересня 1946, Новосибірськ, Російська РФСР, СРСР — 28 серпня 2019, Миколаїв, Україна) — радянський футболіст. Захисник, відомий виступами за «Карпати» (Львів). Також грав за команди «Автомобіліст» (Ленінград), «Зеніт» (Ленінград), «Металург» (Запоріжжя), «Медзь» (Лігниця, Польща) і «Цементник» (Миколаїв, Львівська область). Майстер спорту СРСР. Володар Кубка СРСР 1969 року.

## Кар'єра
Мати родом із Чернігівщини, до шлюбу Степаненко, її родину свого часу «розкуркулили» і вивезли до Сибіру. Родичів по лінії батька, етнічних росіян, радянська влада теж визнала куркулями.
Закінчив Львівський інститут фізкультури. Більшість кар'єри провів у львівських «Карпатах». Закінчував виступи в колективах «Автомобіліст» Львів (1977 рік), «Медзь» (Лігниця, Польща) (1977) і «Цементник» (Миколаїв, Львівська область).
Був жорстким, фізично міцним, швидким і витривалим захисником.
Працював тренером у командах «Цементник» (Миколаїв, Львівська область) — 1981—1985, «Сокіл» (Львів) — 1992, «Океан» (Миколаїв) — 2003.
В останні роки працював водієм таксі, із сезону 2009/10 увійшов до тренерського штабу «Карпат» (Львів).
Помер і похований в обласному центрі Миколаєві.

## Титули та досягнення
- Кубок СРСР: 1969